# Адвокат для захисту
«Адвокат для захисту» (англ. Attorney for the Defense) — американська драма режисера Ірвінга Каммінгса 1932 року.

## У ролях
- Едмунд Лоу — Вільям Бертон
- Евелін Брент — Вал Лорайн
- Констанс Каммінгс — Рут Баррі
- Дон Діллавей — Пол Воллес
- Дуглас Гейг — Пол Воллес, хлопчик
- Дороті Петерсон — місіс Воллес
- Бредлі Пейдж — Нік Куїнн
- Нат Пендлтон — Магг Мелоун
- Дуайт Фрай — Джеймс Воллес
- Волліс Кларк — окружний прокурор Джеймс А. Кроу